# Горско-Ново-Село
Горско-Ново-Село (болг. Горско Ново село) — село в Болгарии. Находится в Великотырновской области, входит в общину Златарица. Население составляет 633 человека.

## Политическая ситуация
В местном кметстве Горско Ново село, в состав которого входит Горско Ново село, должность кмета исполняет Николинка Хаджиева (Движение за права и свободы) по результатам выборов.
Кмет (мэр) общины Златарица — Пенчо Василев Чанев (коалиция в составе 3 партий: Национальное движение «Симеон Второй», ВМРО — Болгарское национальное движение, Союз демократических сил (СДС)) по результатам выборов.